# كلهم أطفالي (فلم)
كلهم أطفالي: يتناول قصة «قابلة» وهو فيلم تثقيفي أنتج عام 1953 كتبه وأخرجه وأنتجه جورج س. ستوني. وكان الهدف منه تعليم القابلات في جنوب الولايات المتحدة والتشجيع على خلق المزيد من التعاون بين مهنة القبالة ومنظومة الصحة بمفهومها الحديث. وقد أنتجته وزارة الصحة العامة في جورجيا. ويتناول الفيلم شخصية ماري فرانسيس هيل كولي (1900-1966) وهي قابلة أمريكية من أصل أفريقي من ألباني بولاية جورجيا والتي ساعدت في ولادة أكثر من 3000 طفل في منتصف القرن القرن العشرين.

## الحبكة الدرامية
أنتج الفيلم ليكون وسيلة لتثقيف «القابلات الجدات»، وهو المصطلح الذي كان يُطلق على النساء الأمريكيات من أصول إفريقية اللاتي قمن بتوليد أغلبية أطفال النساء السود والبيض في المناطق الريفية الجنوبية ومرضاهم. ويؤكد الفيلم على ضرورة قيام القابلات بمراعاة معايير اختبارات العقم. والفيلم عبارة عن محاضرة طبيب يشرح سبب وفاة طفل حديث الولاة مؤخراً. أما الرسالة الثانية، فتتعلق بأهمية رعاية ما قبل الولادة، وهنا تقوم كولي، أو «الآنسة ماري» كما يطلق عليها في الفيلم بدور الخبيرة. ويحكي الفيلم عن ولادتين تمتا على يديهن، الأولى تركز على امرأة لها العديد من الولادات الناجحة، في حين أن المرأة الأخرى عانت من حالتي إجهاض بسبب نقص رعاية ما قبل الولادة. وبعد اتباع توجيهات ووصايا كولي الدقيقة، نجحت السيدتان في إتمام حملهما وخضعن لعملية ولادة منزلية ناحجة. تمثل الأفلام مثل «كلهم أطفالي» جزءًا من الانتقال إلى مرحلة الإشراف القانوني للولاية والقضاء التدريجي على القبالة (المعروفة أيضًا باسم القبالة المباشرة) في العديد من الولايات.

## روابط خارجية
- مقالات تستعمل روابط فنية بلا صلة مع ويكي بيانات